# Convenção de Viena sobre Relações Consulares
A Convenção de Viena sobre Relações Consulares é um tratado internacional celebrado em 24 de abril de 1963 que codifica as práticas consulares que se desenvolveram por meio do direito internacional consuetudinário, de diversos tratados bilaterais e de alguns tratados regionais. Entrou em vigor no plano internacional em 19 de março de 1967.
A Convenção relaciona entre os direitos e deveres básicos dos Estados signatários os seguintes:
- o estabelecimento e condução de relações consulares por consentimento mútuo; e
- os privilégios e imunidades dos funcionários consulares e da repartição consular em face das leis do "Estado que recebe" (o país onde se encontra a repartição consular estrangeira).

Em particular, o artigo 36 da Convenção determina que:
- as autoridades locais devem, sem demora, notificar à repartição consular estrangeira a prisão ou detenção de indivíduo de nacionalidade desta última, a pedido do indivíduo;
- as autoridades locais são obrigadas a informar o estrangeiro preso ou detido do direito acima mencionado;
- os funcionários consulares têm o direito de visitar um seu nacional que esteja preso ou detido e com ele conversar e se corresponder.